# Air-Sol Moyenne Portée
Air-Sol Moyenne Portée (ASMP, česky Vzduch-země středního doletu) je francouzská letecká nadzvuková řízená střela středního doletu nesoucí taktickou jadernou hlavici. Bývá klasifikována jako střela s plochou dráhou letu. Do služby byla zavedena roku 1986. Modernizovaná verze střely s jiným motorem a prodlouženým doletem nese označení ASMP-A (Air-Sol Moyenne Portée Amélioré).
Střela tvoří jeden ze základních prvků francouzského jaderného arzenálu. Ve francouzské obranné doktríně se jedná o střelu posledního varování před plným užitím jaderného arzenálu (mezikontinentální balistické rakety). Střela je ve výzbroji francouzského letectva (Forces aériennes stratégiques) a námořnictva (Force aéronavale nucléaire). V použití střel je vycvičena část pilotů bojových letounů Rafale M operujících z letadlové lodě Charles de Gaulle (R91).

## Vývoj

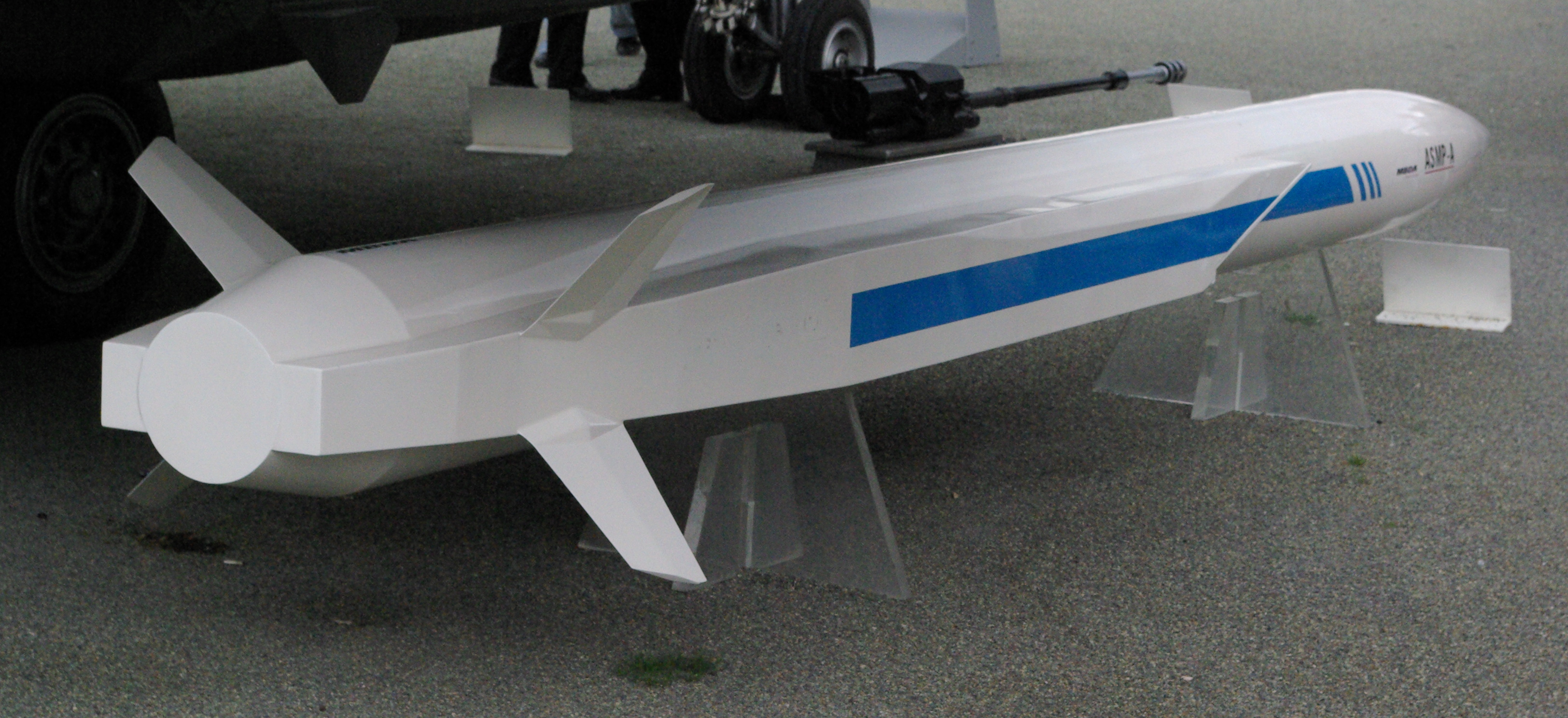
Maketa střely ASMP-A

Střelu ASMP vyvinula francouzská zbrojovka Aérospatiale jako náhradu za do té doby užívané neřízené jaderné pumy. Roku 1986 byla zavedena do výzbroje francouzských bombardérů Mirage IVP a roku 1988 do výzbroje letounů Mirage 2000N. Později byla integrována také do výzbroje palubních útočných letounů Super Étendard (tehdy operující z letadlové lodě Foch (R99)) a bojových letadel Rafale (ve verzích B, C a M). Celkem bylo vyrobeno 84 střel ASMP. Na počátku roku 2000 se celkem 60 střel nacházelo u jednotek vyzbrojených stroji Mirage 2000N a 24 střel u jednotek námořnictva s letouny Super Étendard.
Spojením střely ASMP a vylepšeného náporového motoru, vyvinutého v programu VESTA, vznikla modernizovaná střela ASMP-A. Vývoj střely začal roku 2000. Ta dosavadní model nahradí ve výzbroji letounů Mirage 2000N a Rafale (typy Mirage IVP a Super Étendard již byly vyřazeny). Střela je obratnější a má dosah prodloužený až na 500–600 km. První zkušební střela ASMP-A byla úspěšně vypuštěna 23. listopadu 2010 z letounu Mirage 2000N (operace Topaz). Střela ASMP-A vstoupila do služby v říjnu 2009 u letounů Mirage 2000NK3 a v červenci 2010 u letounů Rafale. Společnost MBDA do roku 2011 vyrobila 54 střel ASMP-A.
Roku 2016 byl spuštěn nový program modernizace střely ASMP-A Rénové. Do služby má nová střela vstoupit roku 2022. Ve výzbroji má zůstat do roku 2035. Perspektivně ji má nahradit jaderná střela vzduch-země čtvrté generace ASN4G (Air-Sol Nucléaire de 4e Génération).

## Konstrukce

### ASMP
Po vypuštění střelu pohání raketový motor na pevné pohonné látky (booster), díky kterému dosáhne rychlosti umožňující zapnutí hlavní pohonné jednotky – náporového motoru na kapalné pohonné látky vyvinutého společností Aérospatiale. Díky němu může letět rychlostí 2 M u země a 3 M ve velké výšce. Střela je vyzbrojena taktickou jadernou hlavicí o síle 300 kT. Na cíl je naváděna pomocí inerciálního navigačního systému. Při vypuštění z velké výšky má střela dolet 300 km, ale z malých výšek pouze 100 km.

### ASMP-A
Střela ASMP-A je poháněna startovacím raketovým motorem na pevné pohonné látky SNPE a letovým náporovým motorem na kapalné pohonné látky, díky kterému se pohybuje trojnásobkem rychlosti zvuku. Její dolet je 500 km. Nese termonukleární hlavici TNA (Tête nucléaire aéroportée) nového typu o síle 300 kT.

## Hlavní technické údaje

### ASMP[1]
- Hmotnost: 860 kg
- Délka: 5,38 m
- Průměr: 38 cm
- Rozpětí: 956 mm
- Maximální rychlost
  - u země: 2 M
  - ve výšce: 3 M
- Dolet: 300 km
- Hlavice: 300 kT